# 更新ファイル
更新ファイル（こうしんファイル、update file）とは、ソフトウェアの機能追加・セキュリティの向上、バグの修正を行う差分修正ファイルのこと。パッチ、修正プログラムとも呼ばれる。

## 概要
ほとんどが差分修正ファイルとして提供され、インストーラを実行すると自動的に更新するファイルにパッチを当てる。また、パッチを当てる際、目的のファイルかどうかは、MD5ハッシュ値などで検査される。
WindowsではMicrosoft Updateにより更新データが提供される。アプリケーションソフトウェアの場合、多くはソフトウェアメーカーのホームページ上で公開されているが、Apple（Apple Software Updates）やアドビシステムズ（Adobe Update Manager）など、一部の企業では専用クライアントを用意して定期的に更新チェックを行っている。またMozilla Firefoxのように、ソフト内部にアップデート監視機能を備えるものもある。MMORPGの場合は、クライアントソフトの起動時にサーバ側からソフトウェアの更新情報を受け取り、自動的にクライアントソフトのアップデートを行うのが一般的である。
Wiiでは、Wiiディスクや任天堂のアップデートサーバーにより提供されている。

## 主な更新ファイル
- IPSファイル：差分更新ファイルの代表的なもの。
- MSU（Microsoft Update スタンドアロン パッケージ）: Windows Vista以降で使われている。実体はCAB形式の圧縮ファイル。
- WADファイル：WiiのIOS更新のほか、各種ソフトのインストールにも使われる。